# بخش بنییر-دو-بیژور
بخش بنییر-دو-بیژور (به فرانسوی: Arrondissement de Bagnères-de-Bigorre) یک بخش در فرانسه است که در اوت-پیرنه واقع شده‌است.